# Eva Maria Gattringer

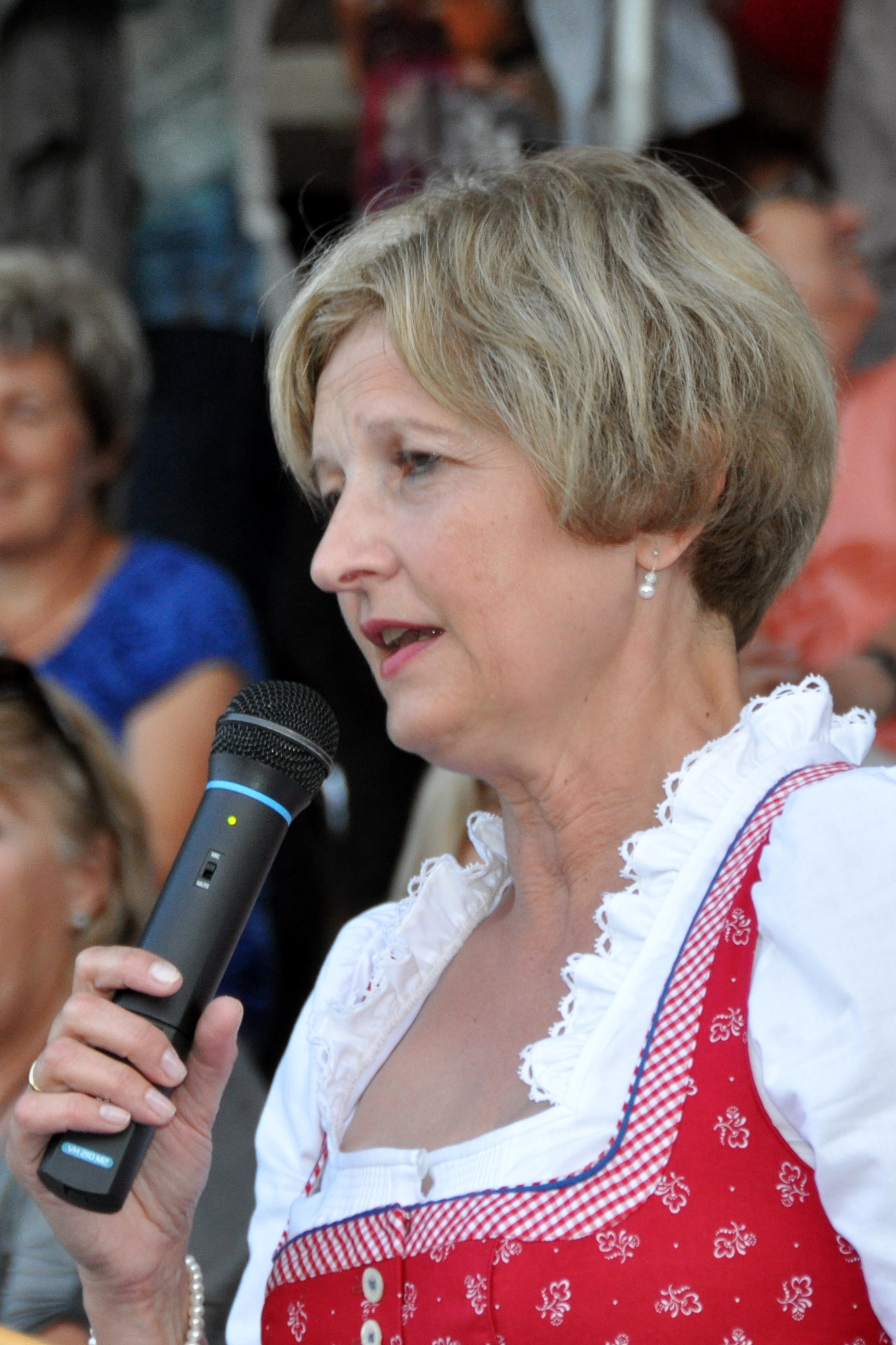
Eva Maria Gattringer (2014)

Eva Maria Gattringer (* 5. März 1959 in Linz) ist eine österreichische Politikerin (ÖVP). Sie war von 2009 bis 2015 Abgeordnete zum Oberösterreichischen Landtag.

## Ausbildung und Beruf
Gattringer besuchte von 1965 bis 1969 die Volksschule Ottensheim und im Anschluss von 1969 bis 1973 die Unterstufe der Expositur des Khevenhüllergymnasium (heute Peuerbach-Gymnasium) in Linz. Danach absolvierte sie bis 1977 die Bundesbildungsanstalt für Kindergartenpädagogik in der Honauerstraße in Linz und eine Ausbildung zur Kindergarten- und Hortpädagogin. Gattringer war von 1978 bis 1980 Horterzieherin bei den Schulschwestern Linz und arbeitete danach bis 1984 als pädagogische Fachkraft im Fortbildungsinstitut für Kindergarten- und Hortpädagogik. Nach einer Zeit als Hausfrau stieg sie 1990 wieder in das Berufsleben ein und war bis 1994 als Vertretung in Kindergärten beschäftigt. Danach war sie von 1994 bis 1998 Kindergarten- und Hortleiterin in Walding und absolvierte zwischen 1999 und 2000 eine Ausbildung als Diplom Spezialistin für Hochbegabtenförderung an der Universität Nijmegen (Niederlande). Danach besuchte Gattringer eine Coachausbildung am Wifi Oberösterreich und war von 2000 bis 2005 im Leitungsteam des Vereins Stiftung Talente. Zudem war sie von 2001 bis 2005 als selbständige Pädagogin und Coach für  hochbegabte Kindergartenkinder aktiv. Gattringer war von 2004 bis 2009 Präsidentin des Landesverbands der Elternvereine an höheren und mittleren Schulen in Oberösterreich.

## Politik
Gattringer war ab 2004 stellvertretende Landesleiterin und von 2005 bis 2015 Landesgeschäftsführerin, ab 2006 auch Bezirksleiterin von Urfahr-Umgebung der ÖVP Frauen und ab 2008 Obfrau-Stellvertreterin im Österreichischen Familienbund. In ihrer Jugend hatte sie von 1979 bis 1981 die Funktion der Schriftführerin der Jungen Volkspartei Ottensheim inne, 2003 wurde sie Gemeinderätin in Walding. Sie wurde 2006 zudem in den Gemeindevorstand gewählt und ist seit 2008 zudem stellvertretende Bezirksparteiobfrau der ÖVP Urfahr-Umgebung. Am 23. Oktober 2009 wurde Gattringer als Landtagsabgeordnete angelobt.

## Privates
Gattringer ist verwitwet und ist Mutter zweier Söhne (* 1984 bzw. 1987) und einer Tochter (* 1987). Sie lebt in Walding.

## Auszeichnungen
- 2016: Silbernes Ehrenzeichen des Landes Oberösterreich[3]